# Лютка
Лю́тка — село в Україні, у Дубечненській сільській громаді Ковельського району Волинської області. Населення становить 227 осіб.

## Географія
Через село тече річка Лютка, права притока Прип'яті.

## Історія
Територія села Лютка була заселена з давніх-давен. На південному-заході села в урочищі Щибурська знайдено стоянку епохи мезоліту (культура Лінгбі). Це висока піщана дюна, яка панувала над навколишніми тоді заболоченими землями. Подібна стоянка відкрита у другій половині 1990-х років Григорієм Охріменком на березі озера Лука в урочищі Кожушок. На стоянках знайдено чимало крем'яних виробів: наконечники стріл, нуклеуси, відщепи, скребачки, проколювачі.
Аж до нового часу жодних історичних відомостей про село знайти не вдалося. У кількох люстраціях Ратнівського староства (куди мало б входити село) XV—XVI століття село Лютка не згадується. Найдавніша писемна згадка про село належить до 1788 року: це кілька записів у метричній книзі Свято-Покровської церкви у селі Дубечне (нині — Старовижівського району Волинської області).

## Населення
Згідно з переписом УРСР 1989 року чисельність наявного населення села становила 295 осіб, з яких 139 чоловіків та 156 жінок.
За переписом населення України 2001 року в селі мешкало 227 осіб
.

### Мова
Розподіл населення за рідною мовою за даними перепису 2001 року:
| Мова       | Відсоток |
| ---------- | -------- |
| українська | 98,24 %  |
| білоруська | 0,88 %   |
| російська  | 0,88 %   |